# Lars Johansson (ishockeyledare)
Lars Johansson, född 12 april 1970, är general manager för Skellefteå AIK. 
Johansson inledde sin hockeykarriär som tränare för Piteå HC tillsammans med Freddy Lindfors. Duon tränade Piteå i flera års tid innan Johansson tog över som tränare för Skellefteå AIK:s J-20 lag. Efter bara en säsong som tränare för juniorlaget tog Johansson över tjänsten som sportchef i elitserieklubben inför säsongen 2007/2008.
Under säsongen 2012/2013 beslutade Johansson tillsammans med styrelsen i Skellefteå AIK att sparka dåvarande tränaren Anders Forsberg då han gjort klart med Modo för nästa säsong utan att informera ledningen om detta. Detta innebar att dåvarande tränaren för Skellefteå AIK:s J-20 lag Hans Wallson fick ta över uppdraget och Johansson fick en ny roll som GM för klubben.
Efter säsongen 2012/2013 utsåg Ishockeyjournalisternas Kamratförening Johansson till årets ledare inom svensk ishockey med motiveringen: Lars Johanssons roll i den framgångsrika föreningen blir bara större. Det känns som om Lars Johansson är den verkliga spindeln i nätet allt roterar kring.